# Cheney (Kansas)
Cheney es una ciudad ubicada en el condado de Sedgwick en el estado estadounidense de Kansas. En el año 2010 tenía una población de 2094 habitantes y una densidad poblacional de 565,95 personas por km².

## Geografía
Cheney se encuentra ubicada en las coordenadas 37°37′49″N 97°46′56″O / 37.63028, -97.78222 (37.630383, -97.782247).

## Demografía
Según la Oficina del Censo en 2000 los ingresos medios por hogar en la localidad eran de $45,221 y los ingresos medios por familia eran $51,591. Los hombres tenían unos ingresos medios de $40,313 frente a los $24,896 para las mujeres. La renta per cápita para la localidad era de $18,783. Alrededor del 2.0% de la población estaban por debajo del umbral de pobreza.